# Municipio Palos Blancos
Das Municipio Palos Blancos liegt im Departamento La Paz im südamerikanischen Anden-Staat Bolivien.

## Lage im Nahraum
Das Municipio Palos Blancos ist eines von fünf Municipios der Provinz Sud Yungas und liegt im nördlichen Teil der Provinz. Es grenzt im Norden an die Provinz Franz Tamayo, im Nordwesten an die Provinz Larecaja, im Südwesten an die Provinz Caranavi, im Süden an das Municipio La Asunta, im Südosten an das Departamento Cochabamba und im Osten an das Departamento Beni.
Das Municipio hat 246 Ortschaften (localidades), der zentrale Ort des Municipios ist Palos Blancos mit 5478 Einwohnern im zentralen Teil des Municipios (Volkszählung 2012).

## Geographie
Das Municipio Palos Blancos liegt in den bolivianischen Yungas auf einer mittleren Höhe von 500 m östlich der Anden-Gebirgskette der Cordillera Real und umfasst vor allem die Berglandschaft der Sierra de Marimonos entlang des Río Beni.
Die mittlere Durchschnittstemperatur der Region liegt bei 28 °C, der Jahresniederschlag beträgt fast 1600 mm (siehe Klimadiagramm). Die Region weist ein ausgeprägtes Tageszeitenklima auf, die Monatsdurchschnittstemperaturen schwanken nur unwesentlich zwischen 25 °C im Juni/Juli und 29 °C von Oktober bis März. Die Monatsniederschläge liegen unter 50 mm in den Monaten Juni und Juli und mehr als 200 mm von Dezember bis Februar.

## Bevölkerung
Die Einwohnerzahl des Municipio Palos Blancos hat sich zwischen 1992 und 2024 mehr als verdoppelt:
| Jahr | Einwohner | Quelle       |
| ---- | --------- | ------------ |
| 1992 | 12.643    | Volkszählung |
| 2001 | 16.786    | Volkszählung |
| 2012 | 24.636    | Volkszählung |
| 2024 | 26.995    | Volkszählung |

Das Municipio hatte bei der letzten Volkszählung von 2024 eine Bevölkerungsdichte von 7,9 Einwohnern/km². Die Lebenserwartung der Neugeborenen lag im Jahr 2001 bei 61,5 Jahren, die Säuglingssterblichkeit ist von 8,9 Prozent (1992) auf 6,7 Prozent im Jahr 2001 gesunken.
Der Alphabetisierungsgrad bei den über 19-Jährigen beträgt 86,8 Prozent, und zwar 94,3 Prozent bei Männern und 76,3 Prozent bei Frauen (2001).
95,7 Prozent der Bevölkerung sprechen Spanisch, 33,8 Prozent sprechen Aymara, und 13,7 Prozent Quechua. (2001)
75,3 Prozent der Bevölkerung haben keinen Zugang zu Elektrizität, 38,4 Prozent leben ohne sanitäre Einrichtung (2001).
67,0 Prozent der 4.248 Haushalte besitzen ein Radio, 20,4 Prozent einen Fernseher, 36,5 Prozent ein Fahrrad, 2,9 Prozent ein Motorrad, 4,4 Prozent ein Auto, 10,3 Prozent einen Kühlschrank, 0,9 Prozent ein Telefon. (2001)

## Politik
Ergebnis der Regionalwahlen (concejales del municipio) vom 4. April 2010:
| Wahl- berechtigte |  | Wahl- beteiligung | gültige Stimmen |  | MAS-IPSP | ASP    | M.P.S. | MSM   | FPV   |
| ----------------- |  | ----------------- | --------------- |  | -------- | ------ | ------ | ----- | ----- |
| 10.682            |  | 8.978             | 6.558           |  | 3.477    | 1.256  | 925    | 601   | 299   |
|                   |  | 84,0 %            | 73,0 %          |  | 53,0 %   | 19,2 % | 14,1 % | 9,2 % | 4,6 % |

Ergebnis der Regionalwahlen (elecciones de autoridades políticas) vom 7. März 2021:
| Wahl- berechtigte |  | Wahl- beteiligung | gültige Stimmen |  | MAS-IPSP | J.A.LLALLA.L.P. | MTS    | PBCSP  | FPV    | VENCEREMOS | SOL.BO |
| ----------------- |  | ----------------- | --------------- |  | -------- | --------------- | ------ | ------ | ------ | ---------- | ------ |
| 14.410            |  | 12.277            | 10.669          |  | 6.731    | 1.624           | 666    | 626    | 357    | 231        | 115    |
|                   |  | 85,20 %           | 86,90 %         |  | 63,09 %  | 15,22 %         | 6,24 % | 5,87 % | 3,35 % | 2,17 %     | 1.08 % |

## Gliederung
Das Municipio ist nicht weiter in Kantone (cantones) untergliedert und besteht aus 221 Unterkantonen (subcantones).

## Ortschaften im Municipio Palos Blancos
- Palos Blancos 5478 Einw. – Sapecho 843 Einw. – Santa Ana de Mosetenes 721 Einw. – Inicua 711 Einw. – Covendo 591 Einw. – Popoy 558 Einw. – Villa Concepción 542 Einw. – Tucupi 514 Einw. – San Miguel de Huachi 505 Einw. – San José 500 Einw. – Puerto Carmen 373 Einw. – Agua Dulce 274 Einw.